# Глобална финансова система
Глобална финансова система (на английски: The global financial system, GFS) е финансова система, състояща се от институции и регулатори, които действат на международно равнище, за разлика от тези, които рабоятат на национално и регионално равнище. Основни действащи са глобалните институции, като МВФ, Банката за международни разплащания, националните агенции и правителствени департаменти като централни банки и финансови министерства, както и частни институции, действащи на глобално ниво като банки и хедж фондове.